# ОШ „Стојан Новаковић” Шабац
ОШ „Стојан Новаковић” једна је од основних школа у Шапцу. Налази се у улици Војводе Јанка Стојићевића 38.

## Историјат
Школска зграда је израђена 1965. године. Не поседује фискултурну салу па се настава физичког и здравственог васпитања одвија у делу павиљона и на спортским теренима у дворишту школе. Настава у матичној школи се одвија у једном објекту у којем наставу похађају ученици распоређени у тринаест одељења од првог до осмог разреда.
Школа поседује и три издвојне јединице: на Летњиковцу, у Горњој Врањској и Поцерском Причиновићу.
На Летњиковцу школа је почела са радом октобра 2002. године и похађају је ученици од првог до осмог разреда распоређени у 27 одељењa. Опремљена је наставним средствима и нема салу за физичко већ се за наставу користи простор свечане сале.
Школа у Горњој Врањској поседује информатички кабинет и пет учионица. Настава се одвија у две смене. Ученици су распоређени у осам одељења.    
У Поцерском Причиновићу ученици наставу похађају у три одељења, два чиста и једно комбиновано. Школа има две учионице, једну канцеларију и школско двориште.